# Nuoto ai XVI Giochi paralimpici estivi - Donne staffette miste
La gara di nuoto della staffetta miste donne ai XVI Giochi paralimpici estivi si è svolta il 2 settembre 2021 presso il Tokyo Aquatics Centre. 

## Programma
Si è tenuto un solo evento, la staffetta 4x100 metri 34 punti, costituito dalla sola gara per la medaglia d'oro (senza batterie di qualificazione).

## Risultati
Tutti i tempi sono espressi in secondi. Le atlete sono elencati in ordine di partenza, dall'alto in basso. Di fianco a ciascun nome, tra parentesi, è indicata la classificazione in cui rientrava.

### 4x100 metri 34 punti
| Pos. | Nazioni       | Atleta                                                                                       | Tempo   | Note         |
| ---- | ------------- | -------------------------------------------------------------------------------------------- | ------- | ------------ |
|      | Stati Uniti   | Hannah Aspden (S9) Mikaela Jenkins (SB9) Jessica Long (S8) Morgan Stickney (S8)              | 4:52,40 |              |
|      | RPC           | Anastasiia Gontar (S10) Elizaveta Sidorenko (SB9) Viktoriia Ishchiulova (S8) Ani Palian (S7) | 4:55,55 |              |
|      | Australia     | Ellie Cole (S9) Keira Stephens (SB9) Emily Beecroft (S9) Isabella Vincent (S7)               | 4:55,70 |              |
| 4    | Gran Bretagna | Stephanie Millward (S9) Maisie Summers-Newton (SB6) Toni Shaw (S9) Zara Mullooly (S10)       | 4:58,76 |              |
| 5    | Spagna        | Núria Marquès Soto (S9) Sarai Gascón (SB9) Isabel Yingüa Hernández (S10) Teresa Perales (S5) | 5:04,58 |              |
| –    | Canada        | Danielle Kisser (S6) Katarina Roxon (SB8) Morgan Bird (S8) Abi Tripp (S8)                    | –       | squalificata |
| –    | Cina          | Jiang Yuyan (S6) Zhang Meng (SB9) Xu Jialing (S9) Song Lingling (S6)                         | –       | squalificata |